# Nochascypha paraensis
Nochascypha paraensis är en svampart som först beskrevs av Henn., och fick sitt nu gällande namn av Bodenst. 2003. Nochascypha paraensis ingår i släktet Nochascypha och familjen Marasmiaceae.   Inga underarter finns listade i Catalogue of Life.